# Tičnik
Tičnik velja za prvo slovensko komično opereto (včasih je ponekod označena tudi kot spevoigra), ki jo je napisal Benjamin Ipavec. Krstna predstava enodejanke je bila 4. februarja 1866 v ljubljanski čitalnici. Libreto sta mu po Kotzebuejevem tekstu "Der Kafig" napisala Mihael Lendovšek in Bogoslav Rogački, delo pa je instrumentiral kapelnik Josef Fabian, ki je bil tudi dirigent predstave.  
Po Jamski Ivanki se vse do leta 1861 slovenska gledališka tvornost ni nadalje razvijala. Tega leta so se zaradi ponovnih ugodnih političnih razmer ponovno začele pojavljati čitalnice. To je poživilo delovanje v smeri napredka slovenske umetnosti nasploh. Obnovila se je tudi dejavnost na področju odrsko-glasbene reprodukcije. Vendar je Slovencem vseskozi pretila konkurenca iz nemškega Deželnega gledališča (do tega leta se je imenovalo Stanovsko gledališče). Kljub velikim težavam so leta 1866 le uprizorili novo izvirno slovensko delo Tičnik. 
Na krstni predstavi so peli in igrali domači diletantje, med katerimi gre omeniti Vojteha Valento. 
Besedilo je preprosto in komično ter vsebuje zaplet, logičen razplet in je učinkovitejše kot pri Vilharju. Tudi to opereto so kasneje nekajkrat uprizorili (odmevni sta bili zlasti uprizoritvi leta 1872 in 1888). 
Zamisli o večjem dramskem in gledališkem delu so kmalu postale bolj ambiciozne in so postopoma začele presegati zmožnosti ljubljanske čitalnice, ki ni več mogla združevati toliko različnih in velikih interesov.

## Vloge
- Ljuboslava
- Zorinka
- Blaž
- Poljanec

## Zgradba
- Uvertura
- Samospev Ljuboslave (Kaj ptici je)
- Samospev Blaža
- Dvospev Blaža in Ljuboslave
- Tercet Zorinke, Blaža in Poljanca
- Samospev Poljanca
- Samospev Zorinke
- Dvospev Zorinke in Ljuboslave
- Romanca Ljuboslave
- Dvospev Ljuboslave in Poljanca
- Finale